# プロジェクト・スコープ・マネジメント
プロジェクト・スコープ・マネジメント（英語: project scope management）は、プロジェクトマネジメントにおけるプロジェクトマネジメント知識エリアの一つ。

## 概要
プロジェクト・スコープ・マネジメントは、プロジェクトにおける作業の範囲を明確にするとともに、作業の遺漏や余剰を防ぐことで、プロジェクトの目標の達成を図ることである。具体的には、計画プロセス群のスコープ計画プロセス、スコープ定義プロセス、WBS作成プロセス、監視コントロールプロセス群のスコープ検証プロセス、スコープ・コントロールプロセスといったプロセスが属している。なお、立ち上げプロセス群や実行プロセス群、および、終結プロセス群の各プロセスは、プロジェクト・スコープ・マネジメントには属さない。